# Präsidentschaftswahl in Gambia 2001
Die Präsidentschaftswahl in Gambia 2001 fand am 18. Oktober statt. Nach einer Schätzung hatte Gambia 2001 1.412.663 Einwohner.
Nach der ersten Amtszeit in dem westafrikanischen Staat Gambia stellte sich Yahya Jammeh nach fünf Jahren wieder als Präsidentschaftskandidat einer demokratischen Wahl.
Von den 450.706 zuvor registrierten Wählern wurden 404.343 Stimmen abgegeben, damit lag die Wahlbeteiligung bei 89,71 Prozent. Jammeh wurde mit 52,8 Prozent der Stimmen für weitere fünf Jahre zum Staatspräsidenten gewählt.

## Ergebnis
| Kandidaten                               | Parteien                                                                | Stimmen | %    |
| ---------------------------------------- | ----------------------------------------------------------------------- | ------- | ---- |
| Yahya Jammeh                             | Alliance for Patriotic Reorientation and Construction (APRC)            | 242.302 | 52,8 |
| Ousainou Darboe                          | United Democratic Party                                                 | 149.448 | 32,6 |
| Hamat Bah                                | National Reconciliation Party (NRP)                                     | 35.671  | 7,8  |
| Sheriff Dibba                            | National Convention Party (NCP)                                         | 17.271  | 3,8  |
| Sidia Jatta                              | People’s Democratic Organisation for Independence and Socialism (PDOIS) | 13.841  | 3,0  |
| Gesamt                                   | Gesamt                                                                  | 458.533 | 100  |
|                                          |                                                                         |         |      |
| Wahlberechtigte                          | Wahlberechtigte                                                         | 509.301 |      |
|                                          |                                                                         |         |      |
| Quelle: Independent Electoral Commission |                                                                         |         |      |